# 表参道 (原宿)

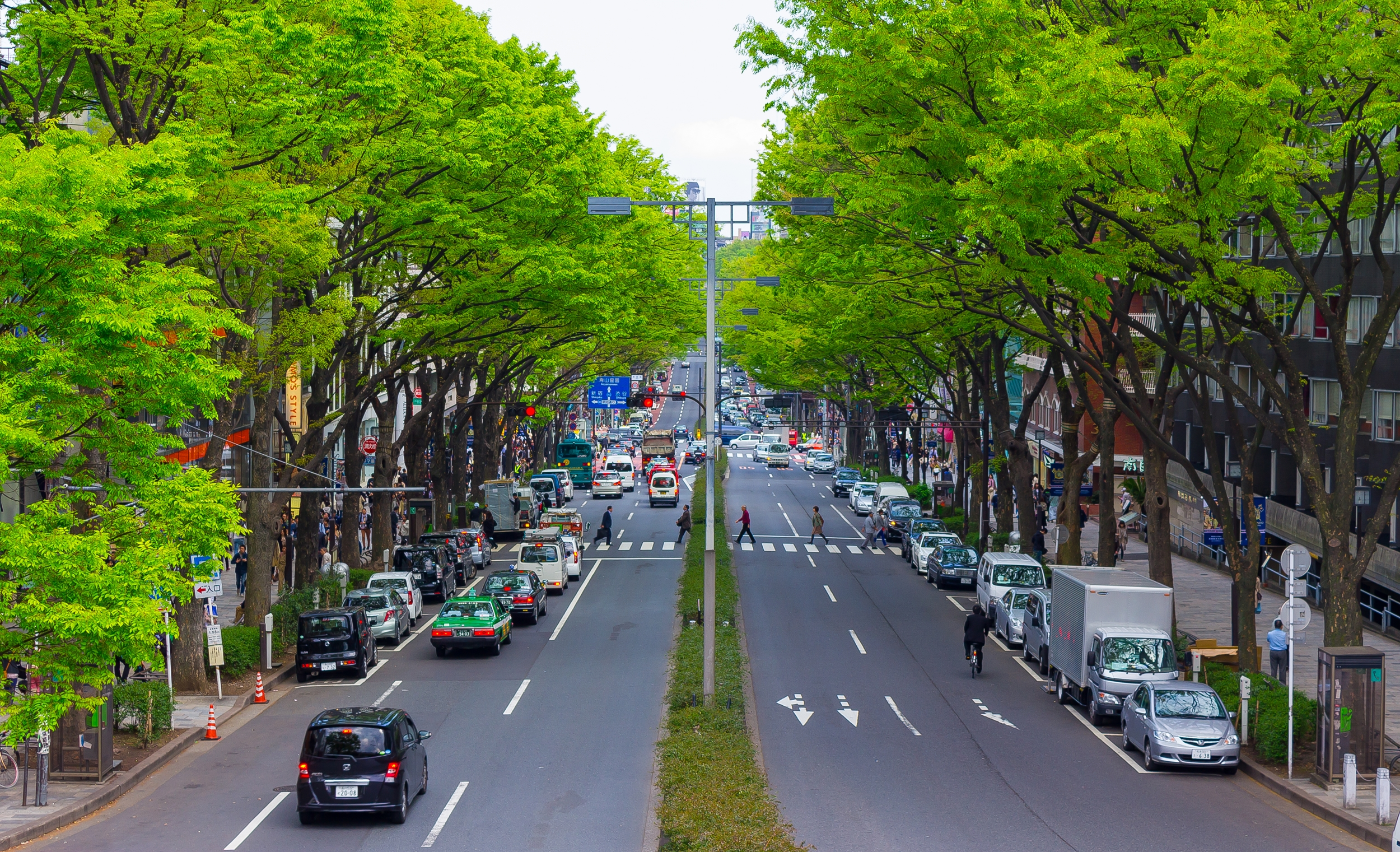
表参道のケヤキ並木

表参道（おもてさんどう）は、東京都渋谷区神宮前（原宿）・港区北青山・南青山（青山）にある参道。その表参道と青山通りの交差点の名称であり、その周辺一帯の通称である。
明治神宮の参道の一つ。現在の都道413号線のうち、青山通りから原宿駅前の神宮橋交差点（明治神宮前）に至る区間が相当する。

## 概要

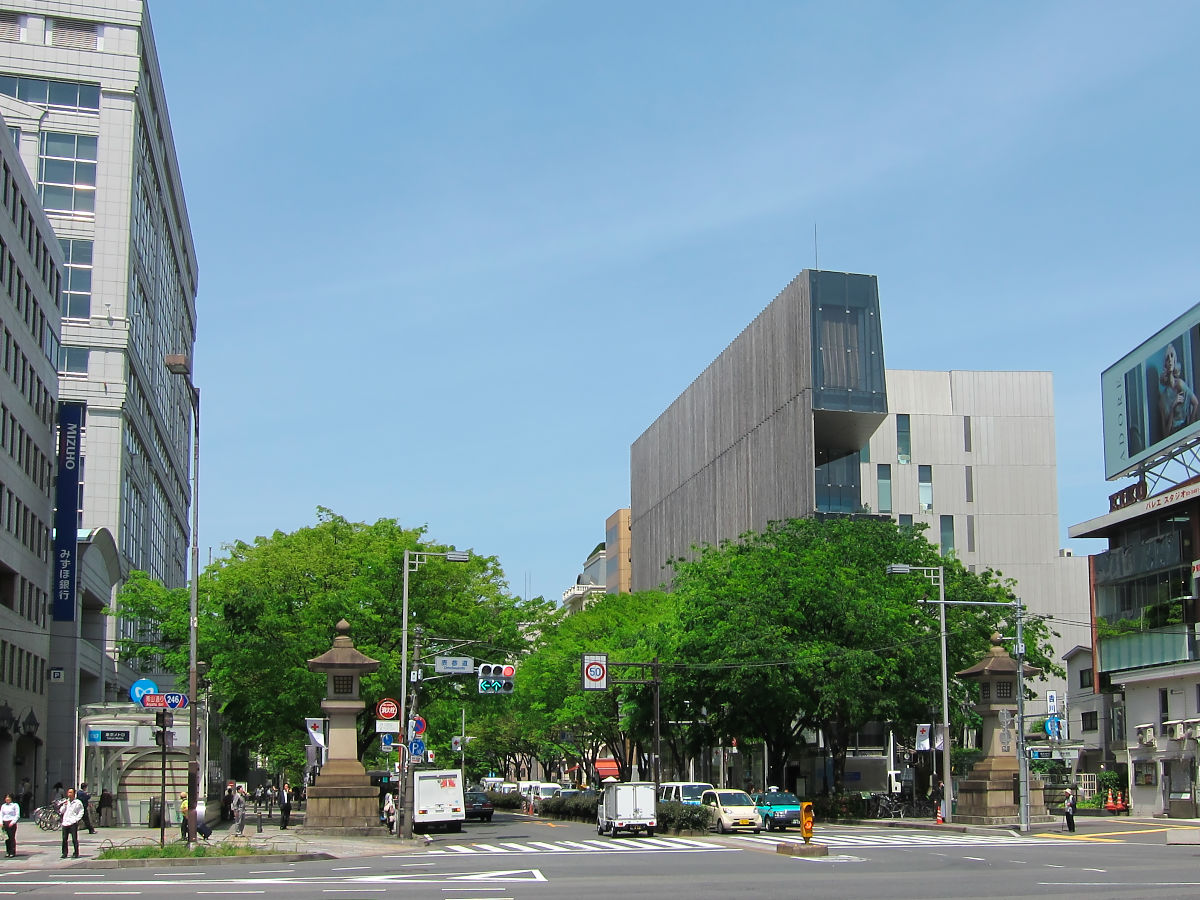
表参道交差点に立つ石灯籠

### モードとしての表参道
1919年に明治神宮の参道として整備された大通りが「表参道」そのものであるが、現在ではその通りを中心とする原宿・青山地域を漫然と指して「表参道」と称することも一般的である。とはいえ、1970年代以降の実態は「kawaii文化」発祥の原宿とは違った街の発展を遂げてきた。より洗練された「モードファッション」（モード系ファッション）がその代表であり、それこそが原宿とは違う「表参道」の街の特徴である。町域としての表参道は、渋谷区神宮前と港区北青山・南青山で構成され、銀座と並んでハイブランドの旗艦店が集積しているエリアとしても知られる（「青山 (東京都港区)#企業・法人」「神宮前 (渋谷区)#施設・名所」も参照）。
大人向きの高級ブランド街である銀座と比べると、若者の買い物客が多い。周辺のエリアを総称して「原宿・表参道」または「表参道・原宿」などと呼ばれる。
日本では1970年辺りまで、「若者の街」「若者文化」の流行の発信地といえば新宿だった。しかし1969年、ベトナム戦争への反戦運動として新宿駅西口地下広場で行われていた無許可のフォークソング集会を警察が強制解散させ、その後6月28日に若者達と機動隊が衝突して多数の逮捕者が出た「新宿西口フォークゲリラ事件」を機に、新宿に若者が大規模に集まることが困難となり、同時に若者からも新宿が忌避されるようになった。
一方、1973年に渋谷でPARCOの開店があり、渋谷駅からPARCOを経て渋谷区役所・渋谷公会堂に至る「区役所通り」を「渋谷公園通り」と改称して再開発を実施したことで、日本における若者文化の歴史が大きく変化した。その流れは新宿から渋谷、さらに原宿、表参道、裏原宿、代官山へと移り変わっていった。これは同時に、政治色の強いカウンターカルチャーから商業主義的色彩の強いサブカルチャーへの変質でもあった。
特に1980年代は、商業主義的色彩の強いサブカルチャー寄りの若者が「お金を持っていた」ため、原宿、裏原宿、代官山、渋谷よりも「表参道」が脚光を浴びた（DCブランドやカラス族など）。
街路樹が立ち並ぶ表参道周辺には、ハイブランドをはじめとしたアパレル関連の店舗および事務所、美容室などが集中する。2006年には同潤会アパート跡地に表参道ヒルズが開業した。

### 地域としての表参道
通りとしての表参道から、地下鉄・表参道駅周辺までの一帯を「表参道」と呼ぶことも一般的である。その範囲は広く、青山の骨董通り周辺から、青山通り、表参道駅周辺、旧原宿・旧穏田地区の表参道沿いを経て、原宿駅周辺までもが含まれる場合がある。
この一帯はショッピングストリートとして知られ、特に表参道沿いには世界的な有名ブランド店がの路面店が集積している。2006年には大型商業施設・表参道ヒルズ (神宮前4-12)も、表参道沿いに開業した。一方、裏通りは閑静な住宅地となっており、新進気鋭なセレクトショップや有名美容院などと住宅が混雑し、若者にも人気の地域となっている。

#### 表参道と渋谷区（渋谷、裏原宿、原宿、代官山）の繋がりと役割
表参道
「モード」文化発信地。世界中のモードに関するブランド（ハイブランド、高級ブランド）店が並ぶ大通り。日本だとCOMME des GARCONSなど。フランスならLOUIS VUITTONやDior。イタリアならD&GやGucciなど。世界的なファッション雑誌『VOGUE』などパリ・コレクション、ミラノ・コレクション、服飾系専門学校をイメージする装苑などの、モード文化発信地（若者がお金を持っていた1980年代の「カラス族」や「DCブランド」などといったモードファッションの歴史でも有名な街）である。街路樹が立ち並ぶ表参道周辺には、ハイブランドをはじめとしたアパレル関連の店舗および事務所、美容室が集中する。2006年には同潤会アパート跡地に表参道ヒルズが開業した。隣接する港区の青山エリアとともに、東京を代表する「ファッションの街」である。
原宿
「kawaii」文化発信地。住所上は渋谷区神宮前。 竹下通りは若い女性向けのショップが集積しており、観光地としても有名である。商業エリアであるが、路地裏には住宅街とアパレルショップ、美容院などが混在したエリアが広がる。
裏原宿（うらはらじゅく）
「サブカルチャー系」文化発信地。いわゆる「渋谷区全域」を繋げる役割のある重要な地帯で1990年代を例に出すなら「渋谷系」を表すサブカルチャー地帯。渋谷区全体はサブカルチャー系の文化発信地ではあるが、渋谷区の中でも特に裏原宿はその傾向が強い。1990年代、渋谷系というサブカルチャー色の強い音楽ジャンルがもてはやされたTOWER RECORDのある 神南エリア辺りまでを含めて神宮前からアパレル関連業者が集まる同区千駄ヶ谷に至る、原宿周辺界隈の服飾洋品店が集まっている一帯。そのなかで、特に表参道中心寄りの「原宿通り」や「渋谷川遊歩道（通称：キャットストリート）」の南北に伸びたエリア周辺を指す。代々木公園は、大道芸人、パフォーマンスアーティスト、若い世代のコスプレ愛好家に人気のスポット。公共放送NHKの本部（放送センター）には、交響楽団の定期演奏会が開かれるNHKホール、文化的な展示やテレビの表彰プログラムに使用されるスタジオパークがある。 神南エリアには有名セレクトショップやブランドの路面店が集積している。
代官山
「洗練系オシャレ」（落ち着いた意識高い系清楚オシャレ）文化発信地。渋谷区の中では表参道などに次ぐファッションエリアであり、旧山手通り沿いには飲食店が立ち並ぶ。また、高級住宅街でもある。
渋谷
「若者・IT」文化発信地。IT企業の中でも若者が多く活躍するGoogle日本法人があり、2020年に起きたCovid-19以降、メタバース上の仮想現実で日本一番有名なカルチャー街を真っ先に作り上げた場所でもある（ハロウィン渋谷などが有名）繁華街である道玄坂や桜丘町などの地域を含む。街の中心に位置する渋谷駅は山手線南西部のターミナル駅であり、新宿駅に次ぐ世界2位の利用者数を誇る（直通人員を含める）。東急や東急不動産を中心とした東急グループの拠点であり、商業活動が活発である。また、港区の六本木などともにIT企業が集積している地区としても知られる。近年は東急グループが主導の再開発により、渋谷の高層ビル化とオフィス機能を併設した複合商業ビルの建設が進んでいる。渋谷駅ハチ公口（スクランブル交差点）側に百貨店やファッション専門店、飲食店、カフェなどが密集しており、公園通り、渋谷センター街、道玄坂、スペイン坂には大小の店舗が並び、SHIBUYA 109など大型商業施設が存在する。

### 通り（参道）としての表参道
現在の都道413号線が国道246号 (青山通り)と交差する表参道交差点から、原宿駅前付近の神宮橋交差点までの全長約1.1キロメートルの区間を指す（Google マップ）。明治神宮の造営にあわせて1919年に完成したこの通りは街路樹のケヤキ並木でも知られ、読売新聞社選定の「新・日本街路樹100景」(1994年)のひとつに選定されている。
現在の道路形状は、幅員36mで中央分離帯が備わり、片側2車線・往復4車線で、両側の歩道寄りには時間制限駐車区間が設けられている。歩道にはケヤキによる街路樹が備わっている。通りには、終点である原宿駅前を含めて、3本の歩道橋が設置されている。
並木通りとしての表参道の街路樹であるケヤキ（欅）は、通りの左右に一列ずつ、現在は合計で163本が生育している。大正時代に植えられた元もとのケヤキは、アメリカ軍による東京大空襲によって1945年に大部分が焼失、現在生育しているケヤキの大部分は1950年頃に植えなおされたものである。ただし、表参道ヒルズ前などの合計11本は戦火に耐えた樹木であり、樹齢90年を超えているものもある。初代のケヤキについては、現地に解説板が備わっている。2020年には「表参道ケヤキ並木道」が土木学会選奨土木遺産に選ばれる。

通りは台地上にある起点・終点に対して、中央部の都道305号 (明治通り)や渋谷区道キャットストリートが谷底となる形状になっている。最も標高が高いのは起点である青山通りの交差点付近で海抜35メートル、谷底であるキャットストリート付近は同20mである。道路建設の際には、谷底である渋谷川（穏田川）両岸の自然地形に一定の斜度で坂が造られたため、切り通しなどが諸所にあり、土留には石垣が用いられた。 

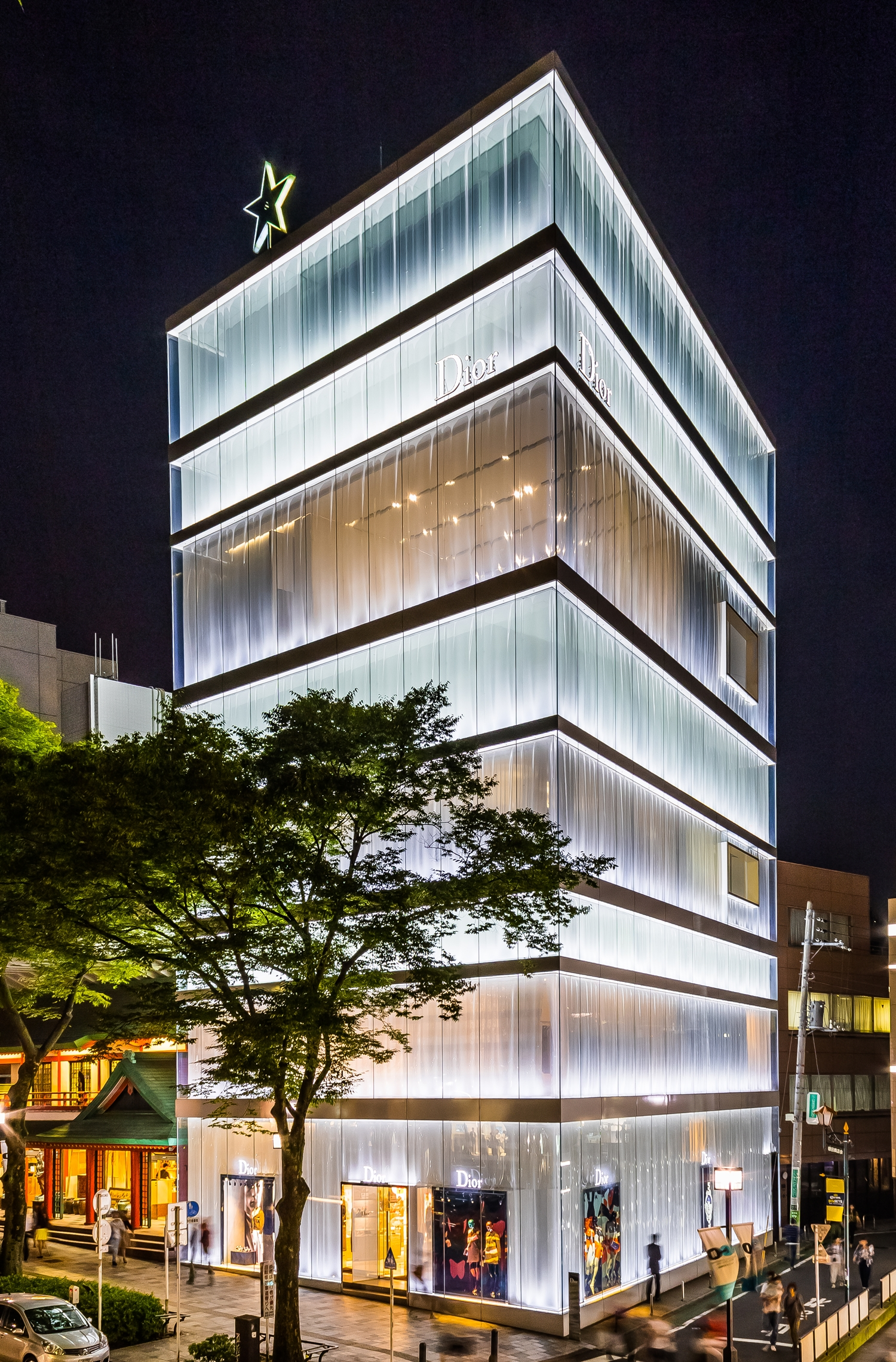
クリスチャン・ディオール表参道店

表参道は冬至の朝、明治神宮から起点の青山通りの交差点方向に向かって、道路の延長線上から真直ぐ太陽が昇る設計になっている。

## 歴史

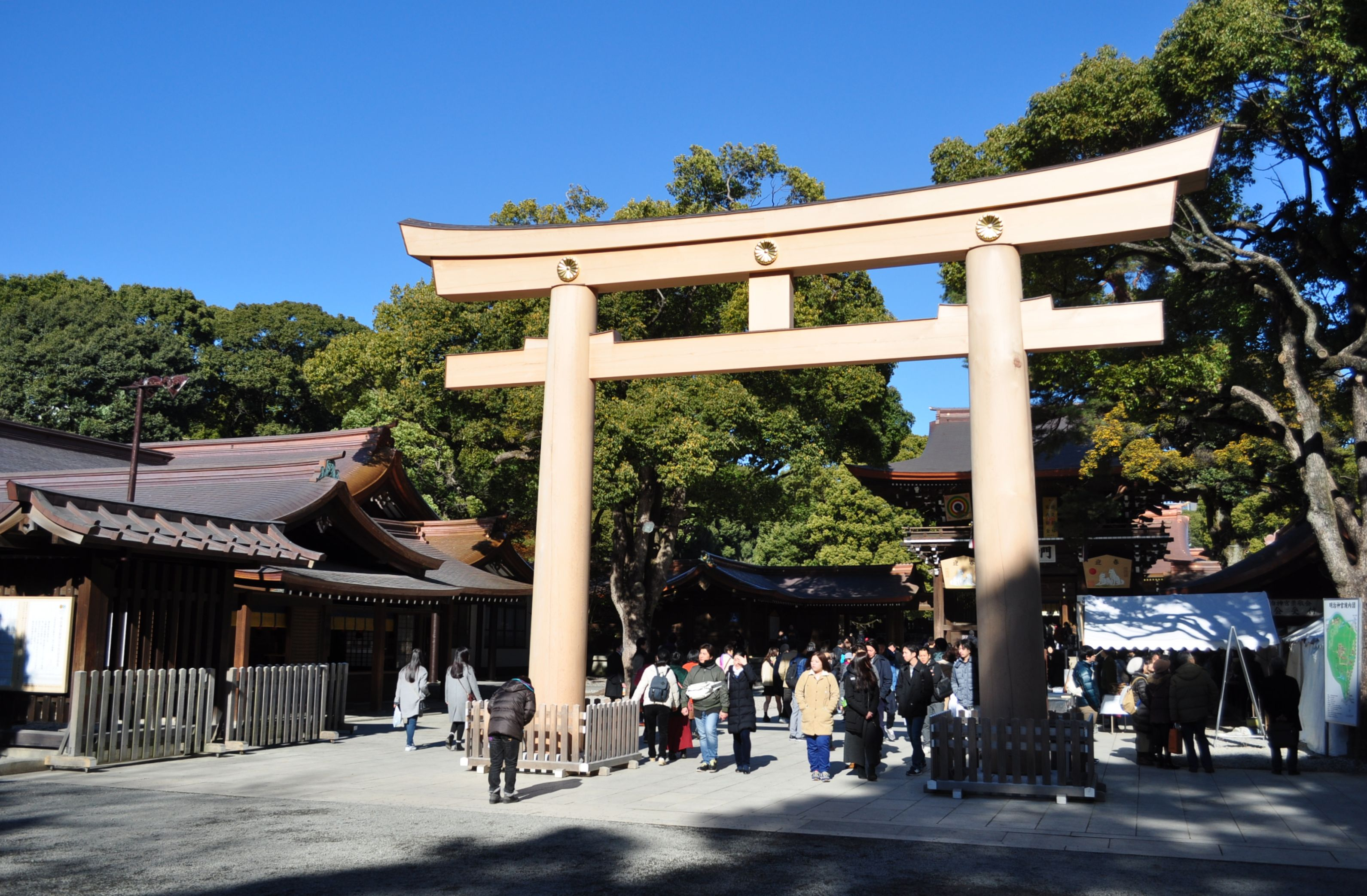
表参道は明治神宮の参道として整備された

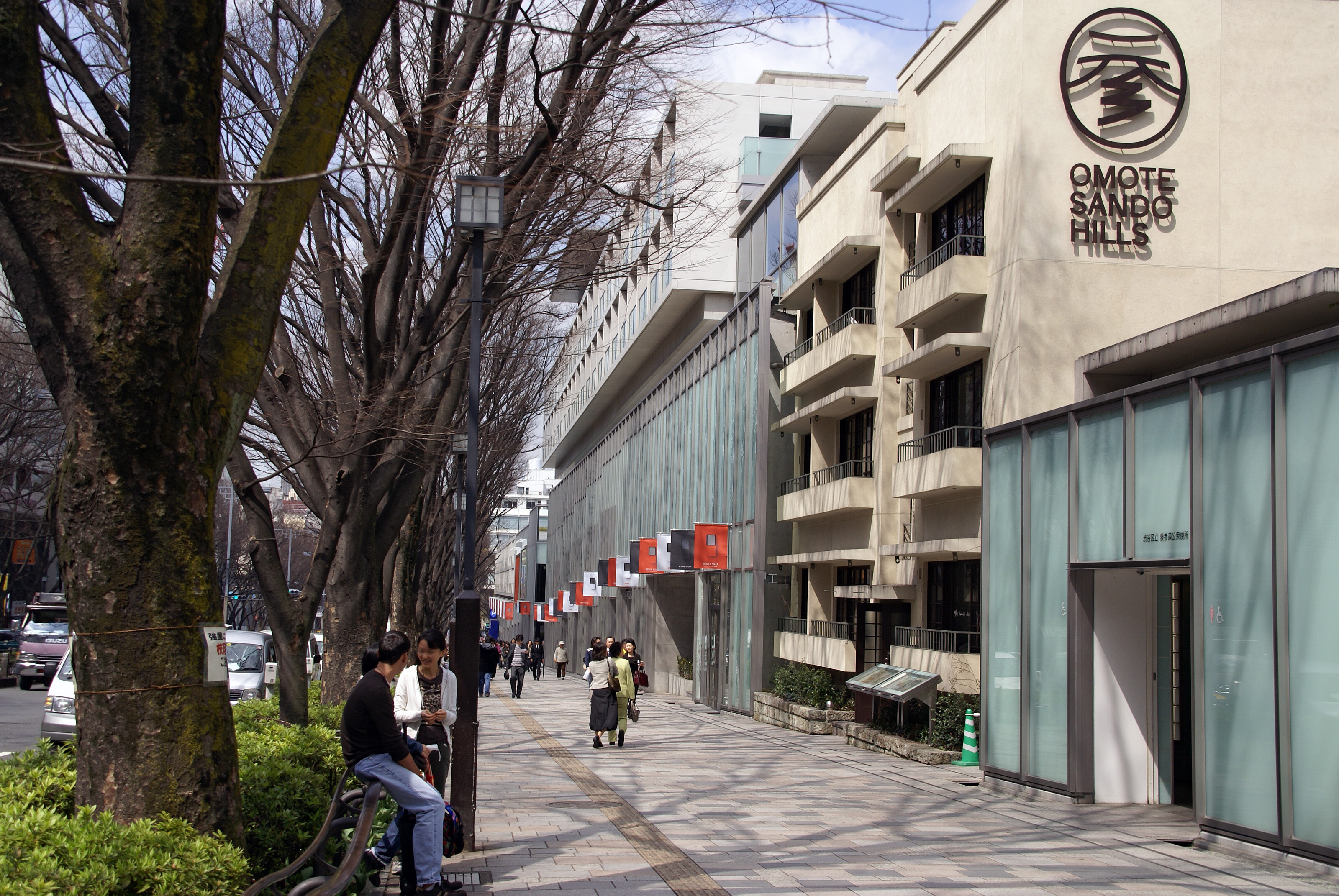
表参道ヒルズ

明治神宮創建にあたり、社殿地北側が馬車道で外苑と直接接続していたことから、当初予定ではこの馬車道が「表参道」となり、その終点が神宮の正鳥居になる予定であった。しかし、正鳥居が本殿から見て鬼門にあたる東北にあたることから正鳥居が現在の南西側に変更され、その正面にあたる街地が、神宮の「表参道」として整備されることになった（なお、馬車道はその後、首都高速道路の一部に変わったためになくなった）。計画段階では、外苑正面に直接到達するようにカーブしていたが、既存の道路の活用などを考慮した結果、直進する道路に変更され、外苑に道なりに到達するには、青山通りとの交差点で左折することになった。
神宮創建前年の1919年（大正8年）、東京市によって整備された。翌1920年（大正9年）、東京市電の走っていた青山通りと明治神宮を結ぶ路線バス、「表参道バス」の運行が開始された。さらにその翌年になってケヤキの若木200本が植樹された。
1927年（昭和2年）には同潤会渋谷アパート（後に青山アパートと改称）が、沿道北側の穏田地区に建設された。太平洋戦争末期の1945年（昭和20年）5月、アメリカ軍による東京大空襲（山の手大空襲）によって表参道付近も甚大な被害を受け、周囲の建物とともに表参道のケヤキの大部分も焼失した。
日本の敗戦後、占領軍であるアメリカ軍が明治神宮に隣接する代々木公園に軍施設、ワシントンハイツを建設、これを機に沿道にはアメリカ人向けの店ができはじめた。1950年（昭和25年）に朝鮮戦争が勃発すると日本はアメリカ軍の中継地となり、これらの店は益々繁盛するようになった。
つくられた当初は砂利道であった表参道は、戦後になって現在のように拡張整備されて広い道へと変わり、ファッション通りへと変貌していくことになる。1960年（昭和35年）には、明治神宮寄りの沿道南側に原宿セントラルアパートがつくられた。1964年（昭和39年）には近隣の代々木第一体育館などを会場として東京オリンピックが開催され、翌年にはコープオリンピアが竣工した。1970年代以降には、「原宿・表参道」として、もしくは「青山・表参道」として、若者文化・流行の発信地として活気を得、さらには高級ブランド店の集積地となっている。
1972年には沿道半ばに地下鉄千代田線・明治神宮前駅が開業、また道路には1974年に中央分離帯が設置され、それまで片側3車線の対面通行だったものが同2車線に改められた。
1977年頃には暴走族の集結地となり、日曜日の日中には数千台の自動車やオートバイが集まることもあった。暴走族の集結は、翌年の法改正と警察による取り締まりなどにより解消されて姿を消していった。
2003年に取り壊された同潤会青山アパート跡地には2006年2月に表参道ヒルズが開業している。
2008年（平成20年）2月には渋谷区のコミュニティバス「ハチ公バス」に表参道を走る新規路線が開業し、「明治神宮前駅」、「神宮前小学校」、「表参道ヒルズ」という3つの停留所が設置された。また同年6月14日には副都心線が開業し、表参道・原宿エリアから池袋、森林公園、飯能エリアまで一本で行けるようになった。

## クリスマス電飾
年末年始に表参道の沿道、明治神宮入口から青山通りまで約1kmのケヤキ並木を電飾するイベントが1991年（平成3年）に開始された。これは地元の商店振興組合「原宿シャンゼリゼ会」が主催したものであったが、見物客による交通渋滞や歩道の混雑、ゴミが散乱するなどの諸問題のため1998年（平成10年）で中止となった。
その後は同会の主催で、2001年（平成13年）年末に『光のオブジェ』、2006年（平成18年）年末には和のテイストを入れた灯りの塔60基を歩道に設置する『表参道akarium （アカリウム） 』という、派手さを抑えた代替イベントが単発で行われた。
2009年（平成21年）年末からケヤキ並木への本格的な電飾が復活、同年には『表参道 H.I.S.イルミネーション ベルシンフォニー』、翌年には『表参道イルミネーション2010』の名称で実施された。
主催する表参道欅会はこのイベントを初めて開催するにあたり、先行して1986年（昭和61年）からケヤキ並木への電飾イベントを実施していた「SENDAI光のページェント」（宮城県仙台市）を視察し、以後交流を続けてきたという。2011年（平成23年）3月11日に発生した東北地方太平洋沖地震（東日本大震災）に伴う津波によって、仙台港の倉庫で保管されていたページェントの電飾用LED電球が全損すると、表参道はLED電球6万個を貸し出して同市でのイベント開催を支援した。

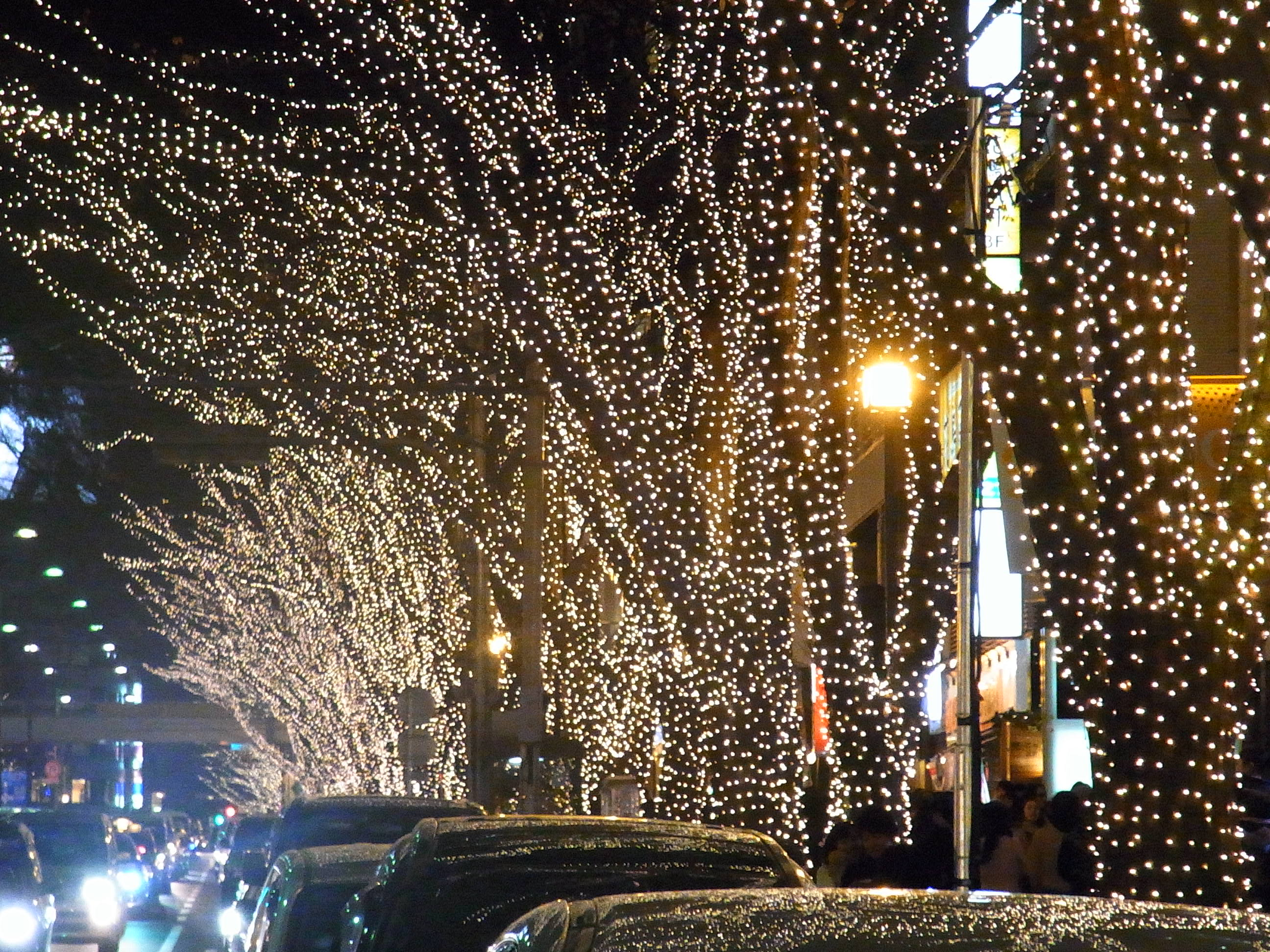
表参道 イルミネーション（2010年12月）
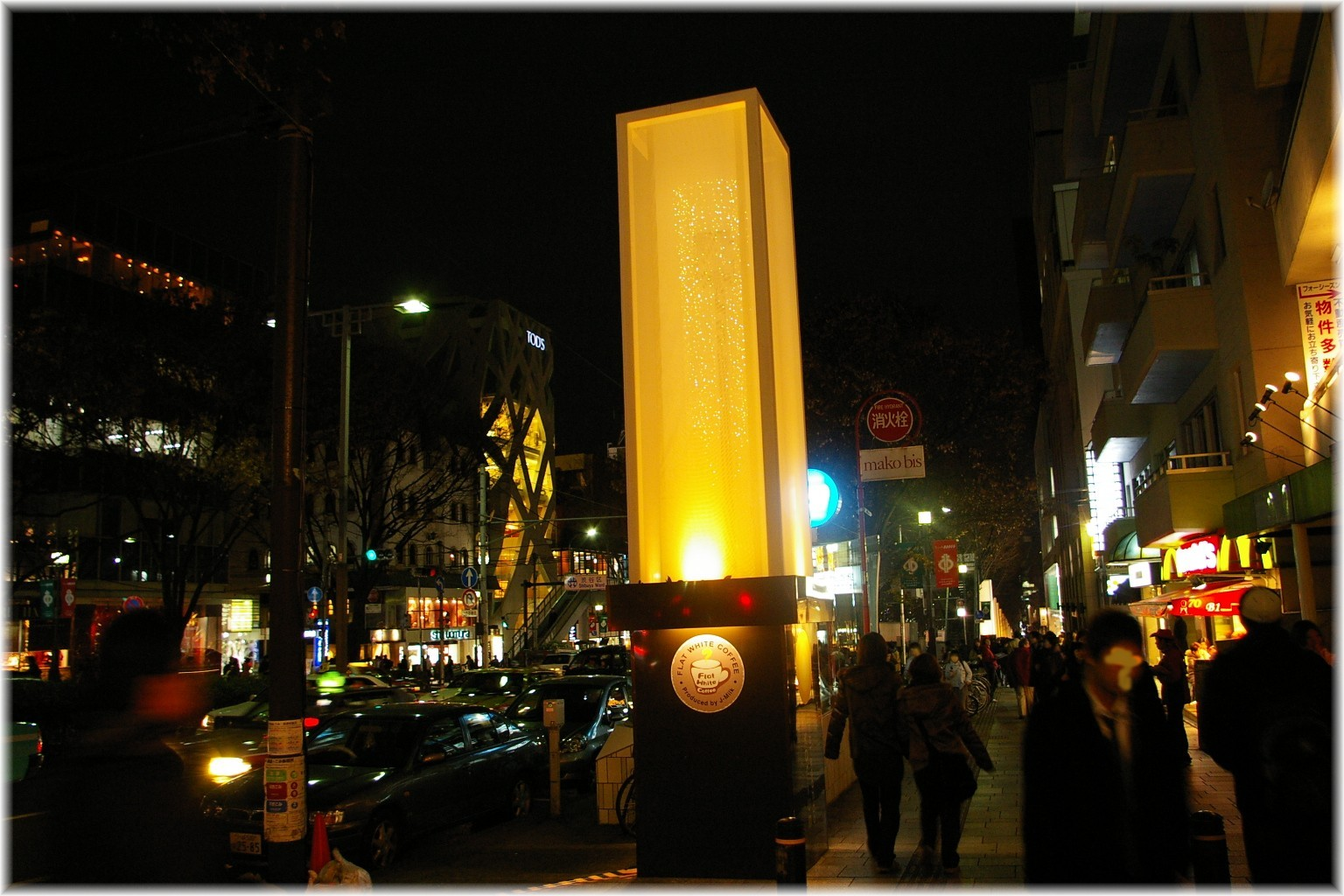
表参道akarium (2006年)
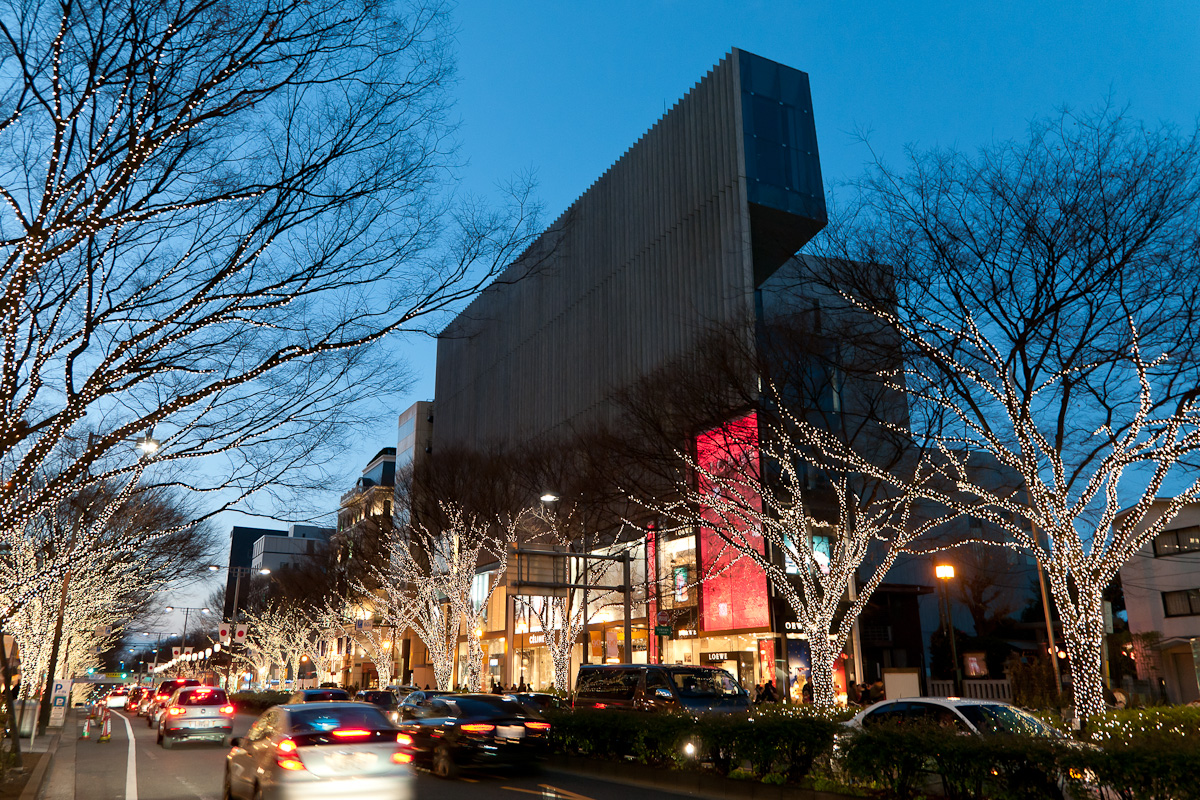
イルミネーション（2010年）

## 表参道の延長区間

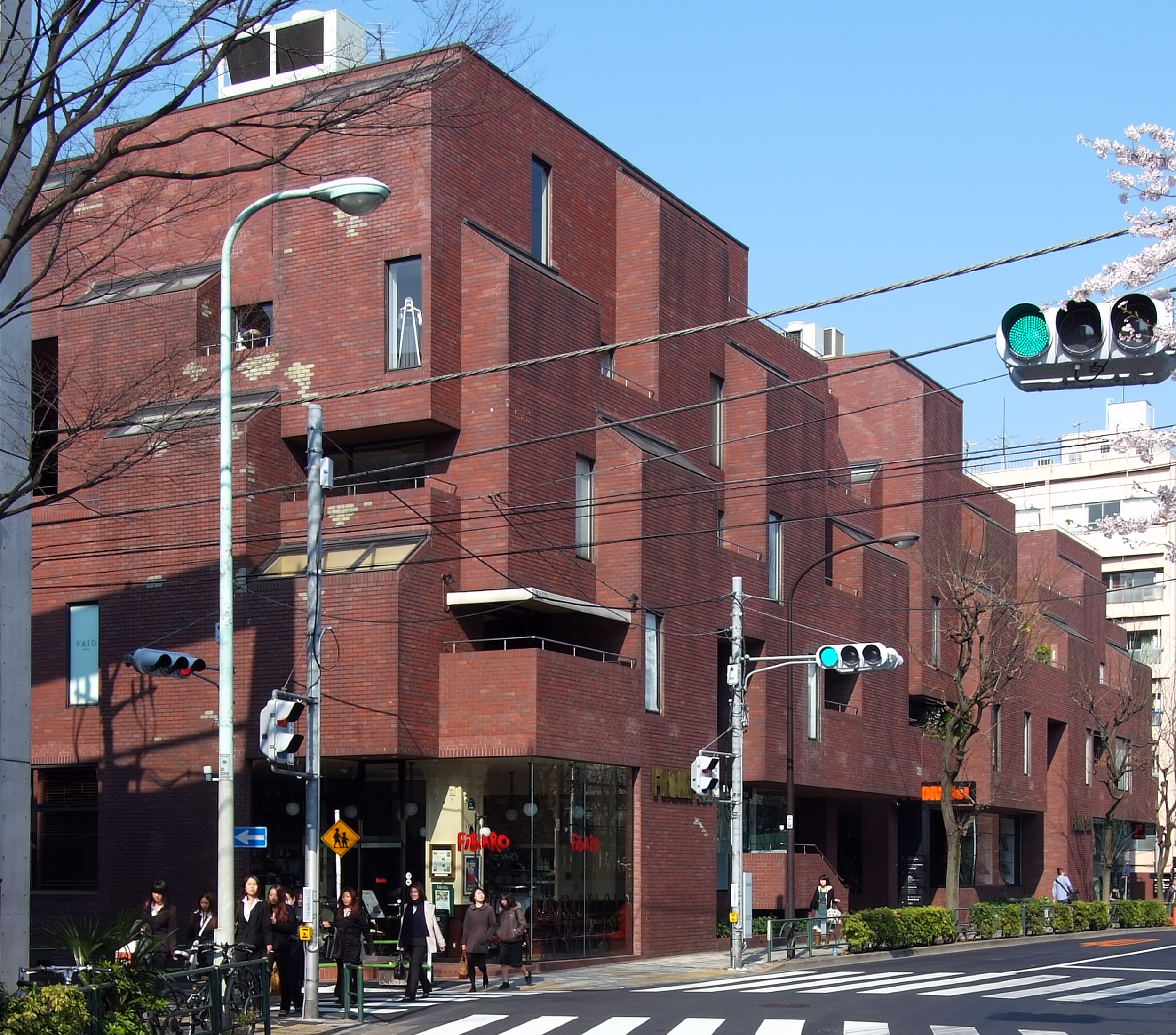
フロム・ファーストビル

表参道の入口である表参道交差点の手前、港区南青山の根津美術館方面に通じる幅員15メートルの道路（都道413号線)は、古くから「御幸通り（みゆき通り）」と称され、また、青南小学校前に1975年（昭和50年）に竣工した商業ビルの名称から「フロムファースト通り」と呼ばれることもある。太平洋戦争前、御幸通りは根津美術館前を青山墓地方面に直角に曲がって終わり未整備なままとなっていたが、現在同等の幅員があり、明治神宮に参拝した天皇が直接宮城（皇居）に帰れるようにと計画され、「御幸」の名が付いたという。
表参道の逆端である終点、神宮橋交差点から代々木公園の南端を抜けて渋谷区富ヶ谷方面に向かう幅員32メートルの道路は、かつての米軍施設 「ワシントンハイツ」が1964年（昭和39年）に日本に返還された後に建設された区間であるが通称は無く、こちらも都道413号線の一部となっており、代々木公園交番前交差点から先は井ノ頭通りとなっている。